# توني والاس
توني والاس (بالإنجليزية: Tony Wallace)‏ (11 يناير 1990 بغلاسكو في المملكة المتحدة - ) هو لاعب كرة قدم بريطاني في مركز الوسط. شارك مع منتخب اسكتلندا تحت 19 سنة لكرة القدم. أما مع النوادي، فقد لعب مع نادي دمبرتون وBroomhill F.C. (Scotland) ‏ وNairn County F.C. ‏ ونادي كوينز بارك ونادي غرينوك مورتون.

## وصلات خارجية
- توني والاس على موقع قاعدة بيانات كرة القدم.إي يو (الإنجليزية)
- توني والاس على موقع Soccerbase.com (لاعب) (الإنجليزية)